# Велика Канижа
Велика Канижа (мађ. Nagykanizsa — Нађканижа, или само Канижа, мађ. Kanizsa — Канижа) је град у жупанији Зала у мађарској области Западна прекодунавска регија, у области југозападне Мађарске, близу државне границе са Хрватском (15 km) и Словенијом (30 km).

## Положај
Велика Канижа се сместила у западном делу Панонске низије, на речици Канижа, близу ушћа реке Муре у реку Драву. Град је настао на валовитом подручју између ових граничних река и језера Балатон, које се налази на путу ка Будимпешти.

## Име града
Име Канижа је словенског порекла и изведено је од речи кнез, односно „оно што припада кнезу, кнежевина“.

## Историја
Први помен насеља са данашњим именом веже се за годину 1245. На овом месту је властелинска породица Канижаи је изградила замак. Значај града посебно је нарастао у току првих османских освајања у Панонској низији, када је град био важно утврђење у јужном делу тадашње Угарске. 1571. године Турци су освојили утврђење и ово место је остало пусто све до 1690. годоне, када су Турци потиснути на Балкан. У том периоду овде је било седиште Кањишког пашалука.
После преласка утврђења у руке Хабзбурговаца ово већ одавно пусто место се насељава Немцима, Хрватима и Србима. По престанку ратних дејстава утврђење је уништено 1702. године, али је насеље опстало до данас.
Српска православна црквена општина у "Великој Кањижи" је једва постојала половином 19. века. Године 1857. се каже да њу чине малобројни Срби - четири породице, које су чинили - четири домаћина (господара), један удовац и четири удовице. Али те четири породице су 1853-1855. године сазидале велику и лепу "црквену кућу". Кућу су чинила четири дућана са другим просторијама за издавање.
18. век је обележен наглим развојем града, нарочито отварањем школских установа, на којима су учили многи познати људи тог доба. Друга фаза наглог развоја десила се 1860-их година доласком железнице. Ова железничка пруга имала је за тадашњу Угарску посебну важност, пошто је спајала престоницу Будимпешту са државном луком, Ријеком. Ово је подстакло развој прве индустрије и многих градских установа (нпр. градска болница).
После Првог светског рата Велика Канижа је постала погранични град, што је допринело њеном опадању. Некада важна пиварска индустрија је тада пропала. На срећу, опадање је спречено открићем нафте у околини и почетком њене експлоатације. Град је постао средиште нафтне индустрије у Мађарској.
После Другог светског рата настављена је индустријализација града, а нарочито је била важна 1965. година, када је основана фабрика за производњу сијалица, данас једна од највећих у свету. У ово време дошло је и до ширења јавних простора у граду и образовања нових тргова и великог парка са уметним језером, које је данас познати рекреациони центар у околини.

## Становништво
По процени из 2017. у граду је живело 47.349 становника.
| 1990.  | 2001.  | 2011.  | 2017.  |
| ------ | ------ | ------ | ------ |
| 54.052 | 52.106 | 49.026 | 47.349 |

## Саобраћај
Велика Канижа је важан саобраћајни чвор на у југозападној Мађарској. Током протеклих година поред града је изграђен савремени ауто-пут који повезује Будимпешту са Хрватском, Словенијом и Италијом.

## Партнерски градови
- Пуххајм
- Ковасна
- Чаковец
- Сало
- Кањижа
- Ако
- Глајсдорф
- Шиђаџуанг
- Казанлик
- Кенигзе

## Галерија
- Језеро Ћонаказо
- Трг Ференца Деака
- Гвоздени човек
- Споменик 17. географској дужини
- Барокна капела
- Споменик Великој Мађарској